# Биоклиматический потенциал
Биоклиматический потенциал — комплекс климатических факторов, определяющих возможную биологическую продуктивность земли на данной территории. Понятие биоклиматического потенциала основано на объективной закономерности изменения продуктивности растений в зависимости от основных климатических факторов — тепла и влаги. Известны различные математические формулы для получения числовых оценок биоклиматического потенциала. Понятие биоклиматического потенциала широко используется в агрономии, климатологии и т. д.